# Jaross Andor
Nemesmiticzi vitéz Jaross Andor (Komáromcsehi, 1896. május 23. – Budapest, 1946. április 11.) felvidéki magyar politikus, több kormányban is különböző miniszter, a magyarországi zsidók deportálásának egyik vezetője.

## Élete
Jaross István és Mocsári Irén fiaként született Komáromcsehiben. Neje Hegedüs Anna volt. Az 1910-es években a tatai piarista gimnáziumban diákoskodó, majd a pesti jogi kari tanulmányait a frontszolgálat miatt megszakító ifjú az 1920-as évek elején kapcsolódott be az anyaországtól a trianoni döntéssel elszakított Felvidék politikai életébe.
1921-ben belépett a csehszlovákiai Magyar Kisgazda Pártba, 1925-ben pedig a Magyar Nemzeti Párt egyik országos alelnöke lett, nyolc évvel később pedig elnöke. A pártban betöltött szerepéből adódóan a csehszlovákiai magyar ellenzéki pártok fórumaként elfogadott napilap szellemi irányvonalát is ő szab(hat)ta meg. 1935-ben a prágai Képviselőház tagjává vált. Az első bécsi döntés után az Országgyűlés meghívott képviselője lett az Egyesült Magyar Párt színeiben (ami a felvidéki képviselőket tömörítette) 1938-tól 1940-ig a felvidéki ügyek tárcanélküli minisztere volt a mindenkori magyar kormányban. 1940-ben Imrédy Bélával megalakította a szélsőjobboldali Magyar Megújulás Pártját. A Sztójay-kormányban belügyminiszteri tisztséget kapott. Államtitkárai, Baky László és Endre László segítségével ekkor megszervezte a zsidók deportálását. 1944. augusztus 17-én Horthy nyomására lemondott tisztségéről. A Ferencvárosi TC elnöke volt pár hónapig, ezalatt olvadt be a Fradi profi labdarúgó-szakosztálya az egyesületbe. A nyilas hatalomátvételt követően részt vett a Törvényhozók Nemzeti Szövetsége létrehozásában, amelynek 1944 decemberétől 1945 márciusáig soproni elnöke volt.
A háború után nyugatra menekült, ahol amerikai fogságba került. Csehszlovákia és Magyarország is kikérte, mint háborús bűnöst, végül Magyarországnak adták ki, ahol államtitkáraival együtt a népbíróság halálra ítélte, majd kivégezték.